# Cainan
A nu se confunda cu Cain, fiul lui Adam și Eva.
Cainan (Kenan sau Qenan) (ebraică: קֵינָן, standard: Keinan, tiberiană: Qênān) este fiul lui Enos, care a fost născut când Enos avea 90 de ani.
Conform Bibliei, Cainan a trăit 910 ani.
Conform cu Luca 3:36, Enos apare în genealogia lui Iisus. 